# Lithosomus
Lithosomus is een geslacht van kevers uit de familie  
kniptorren (Elateridae).
Het geslacht is voor het eerst wetenschappelijk beschreven in 1980 door Dolin.

## Soorten
Het geslacht omvat de volgende soorten:
- Lithosomus erosus Dolin in Dolin, Panfilov, Ponomarenko & Pritykina, 1980
- Lithosomus longicollis Dolin in Dolin, Panfilov, Ponomarenko & Pritykina, 1980